# Xanthodes diffusa
Xanthodes diffusa är en fjärilsart som beskrevs av Pieter Cornelius Tobias Snellen 1880. Xanthodes diffusa ingår i släktet Xanthodes och familjen trågspinnare. Inga underarter finns listade i Catalogue of Life.